# Dalmau de Queralt
Pour les articles homonymes, voir Queralt.
Dalmau de Queralt i de Codina (?, fin du XVIe siècle - Barcelone, 7 juin 1640) est un noble catalan, vice-roi de Catalogne entre 1638 et 1640, qui a été assassiné par les rebelles catalans au début du soulèvement de 1640.

## Biographie
Dalmau était fils de Pedro de Queralt e Icart Cardona y Luyando, premier comte de Santa Coloma, et de son épouse María Codina.
Il a été nommé vice-roi en 1638 par Philippe IV, après la renoncement de Enrique de Aragón Folc de Cardona y Córdoba (es). Durant les années 1639 et 1640 il a participé aux campagnes du Roussillon contre les français en tant qu'adjoint du général Espínola, généralissime des armées de la monarchie hispanique sur la frontière avec la France, dans le cadre de la Guerre de Trente Ans.
La guerre contre la France, qui avait commencé en 1635, est devenue une grande source de tensions entre le monarque et la Catalogne. Les français avaient menacé de manière répétée la forteresse de Salses. Le Comte-Duc d'Olivares croyait que les catalans mettaient peu d'empressement dans la défense de son propre territoire, négligeant d'apporter les ressources nécessaires. Les catalans, au contraire, pensaient que leur collaboration n'était pas appréciée à sa juste valeur. La présence des tercios en Catalogne avait entraîné des incidents sans fin dans les villages qui devaient les loger: exactions, corruptions, viols... En juillet 1638, le tirage au sort pour le renouvellement de la Généralité de Catalogne a désigné Pau Claris, chanoine de La Seu d'Urgell, et Francesc de Tamarit, hostiles tous deux à la monarchie. Immédiatement, la Généralité a élevé une plainte pour s'être vu interdit le commerce avec la France à cause de la guerre, ce qui portait préjudice aux intérêts catalans.
Il est allé à Madrid pour demander au roi que les tercios sortent du Roussillon et de la Cerdagne, car le peuple était sur le point de se soulever. Il a tenté ainsi une médiation entre le roi et la Généralité de Catalogne et le Conseil des Cent, sans vraiment y réussir. Le monarque voulait que le Principat rejoigne l'Union des Armes et contribue à la défense de la Catalogne face à la France, mais les catalans demandaient le maintien de leur statut.
Entre septembre et janvier 1640, il a dirigé le siège du château de Salses, qui avait été pris par les français en juin de cette année, obtenant sa récupération. Après la conquête de la forteresse, le vice-roi a fait retirer les troupes stationnées au nord de la Catalogne vers la côte, pour passer l'hiver, entre Palamós et Barcelone, mais en échange, il a créé un impôt fixe pour l'entretien des troupes. Au même moment, pour faire un exemple, et sur ordre du Comte-Duc d'Olivares, le vice-roi ordonnait en mars d'arrêter les députés les plus hostiles à la présence des troupes, dont Francesc de Tamarit, et le propre président de la Généralité, Pau Claris (qui a réussi à fuir), et il a ordonné de confisquer les biens de la Généralité.
Peu après arrivent des nouvelles d'un incident à Santa Coloma de Farners (30 avril 1640), lors duquel on avait brûlé vif un alguacil qui était venu dans le village pour organiser le logement d'un détachement de soldats napolitains. Le vice-roi a ordonné de brûler complètement la ville pour tenter de maintenir son autorité. La révolte populaire, cependant, se répandait dans le Principat. Le 22 mai, les rebelles sont entrés dans Barcelone, réussissant à libérer le député Tamarit, se retirant peu après.
Le 7 juin, jour du Corpus Christi, un grand nombre de faucheurs, travailleurs temporaires, accourt à Barcelone pour participer à la traditionnelle procession organisée en vue de la récolte et ils organisent la révolte. Les faucheurs non seulement manifestaient des sentiments anti-castillans, mais également appelaient à la rébellion contre le régime seigneurial. Les rebelles se dirigent vers la maison du vice-roi, criant contre lui et le roi. Quand les troubles arrivent dans la zone des Ramblas, le vice-roi s'échappe de sa maison vers les Drassanes, afin d'essayer de s'échapper de la cité. Les insurgés l'apprennent et entreprennent une chasse à l'homme. Le vice-roi réussit à atteindre la plage, mais là, blessé et exténué, il est poignardé. Le jour suivant il a été enterré dans l'église de la Merced de Barcelone.

## Sources
- (es) Cet article est partiellement ou en totalité issu de l’article de Wikipédia en espagnol intitulé « Dalmau de Queralt, conde de Santa Coloma » (voir la liste des auteurs).